# ジョシュア・ブラウン
ジョシュア・ブラウン（英: Joshua Brown，1999年11月30日 - ）は、アメリカ合衆国の男性ヴァイオリニスト。イリノイ州ガーニー出身。2024年のエリザベート王妃国際音楽コンクールヴァイオリン部門で2位に入るなど、多くのコンクールで入賞している。『ニコロ・アマティ』と呼ばれる使用楽器は、メアリー・B・ガルヴィン財団及びストラディバリ協会の厚意により長期貸与を受けており、1635–1640年頃にイタリアのクレモナで製作された。

## 経歴
- 2014年 - クリーブランド管弦楽団とショスタコーヴィチのヴァイオリン協奏曲第1番を演奏してデビュー[8]。
- 2016年 -
  - ストラディヴァリウス国際ヴァイオリン・コンクールで第3位を受賞[9]。
  - ENKOR国際音楽コンクールでヴァイオリン部門大賞を受賞[9]。
- 2019年 - ドイツで開催された第10回レオポルト・モーツァルト国際ヴァイオリン・コンクール（アウクスブルク）で第1位、「モーツァルト」賞、聴衆賞、審査委員長特別賞、クロンベルク・アカデミー特別賞、CD制作特別賞を受賞[8][10]。
- 2023年 - 中国で開催された全球音楽教育連盟のコンクール（北京）で優勝し（英: Global Music Education League Competition）、賞金10万ドルを受領[11]。
- 2024年
  - 5月ごろ - ニューイングランド音楽院で修士号を取得[8]。同音楽院ではドナルド・ワイラースタイン（英語版）に師事[8]。
  - 5月 - エリザベート王妃国際音楽コンクールヴァイオリン部門で準優勝[12][3][4]。
  - 11月17日 - オーケストラ福山定期演奏会 Vol.4 京都市交響楽団に客演[5]。

## ディスコグラフィ
- 吉田, 南 ; Zhu, Kevin ; Udovychenko, Dmytro ; Brown, Joshua ; Rhee, Julian ; Choi, Elli ; Talas, Ruslan ; Su, Karen ; Chang, Hana ; You, Dayoon ; Im, Anna (2024). Violin 2024 : concours reine ; Elisabeth : Koningin Elisabethwedstrijd ; Queen Elisabeth Competition. ブリュッセル: Queen Elisabeth Competition: QEC2024. NCID BD09592389. Joshua Brown (disc 1: 2nd. disc 2: 3rd), CD.。音声ディスク4点、12 cm。付属資料はパンフレット1冊（全27頁、12cm）。
  - 録音＝2024年5月13日-18日、Flagey/Studio 4。同年5月27日-6月1日、Brussels Centre for Fine Arts（ライブ録音）。
  - ディスク1の2曲目、Johannes Brahms. Concerto in D major op. 77.
  - ディスク2の3曲目、Ludwig Van Beethoven. Sonata n. 7 in C minor op. 30/2.